# Bagrationowsk

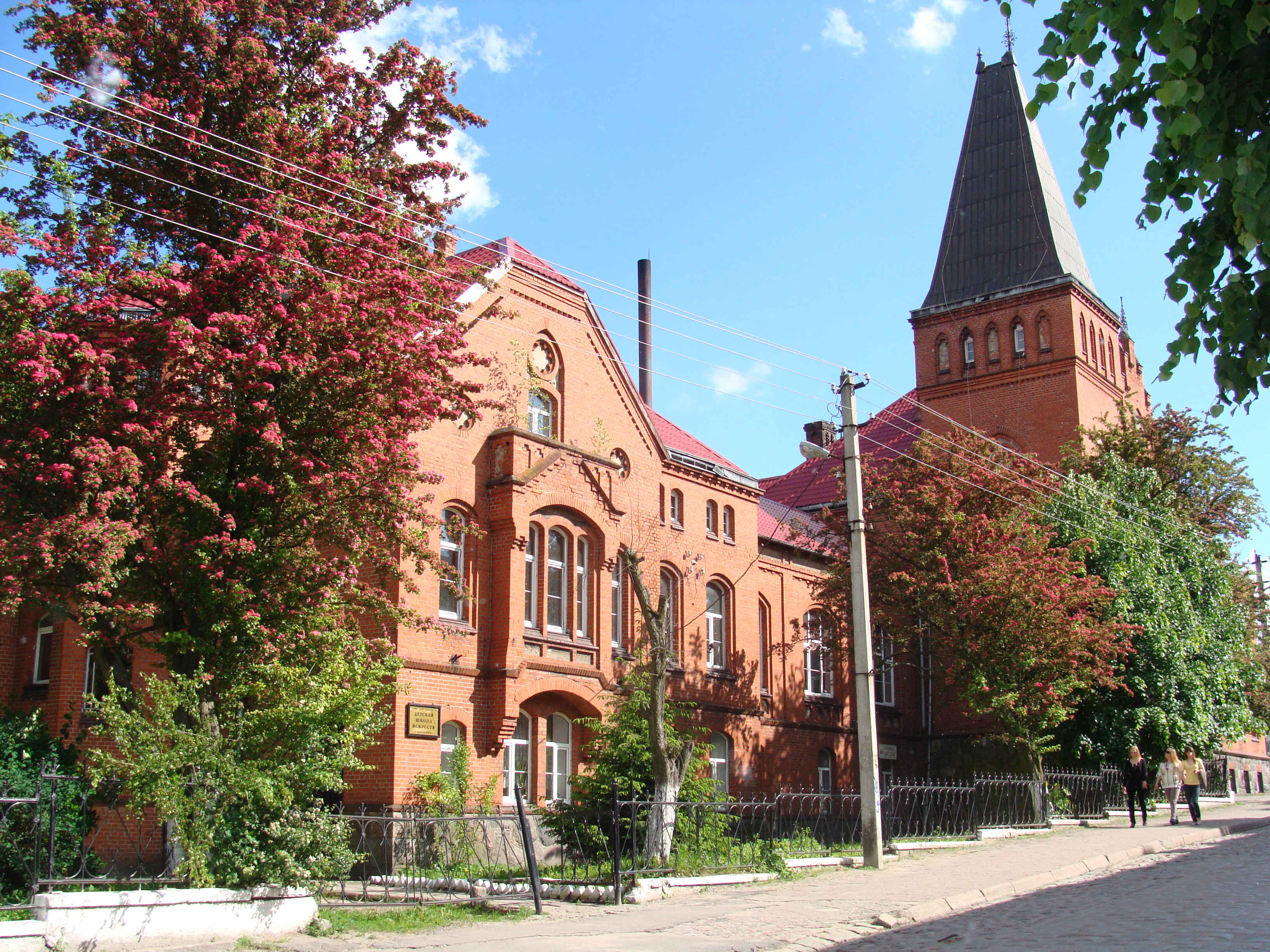
Ehemaliges Gebäude der Kreisverwaltung Preußisch-Eylau, erbaut 1901, beherbergt heute ein Kultur- und Freizeitzentrum, eine Kunstschule für Kinder und ein Museum zur Geschichte der Region (seit 1993)

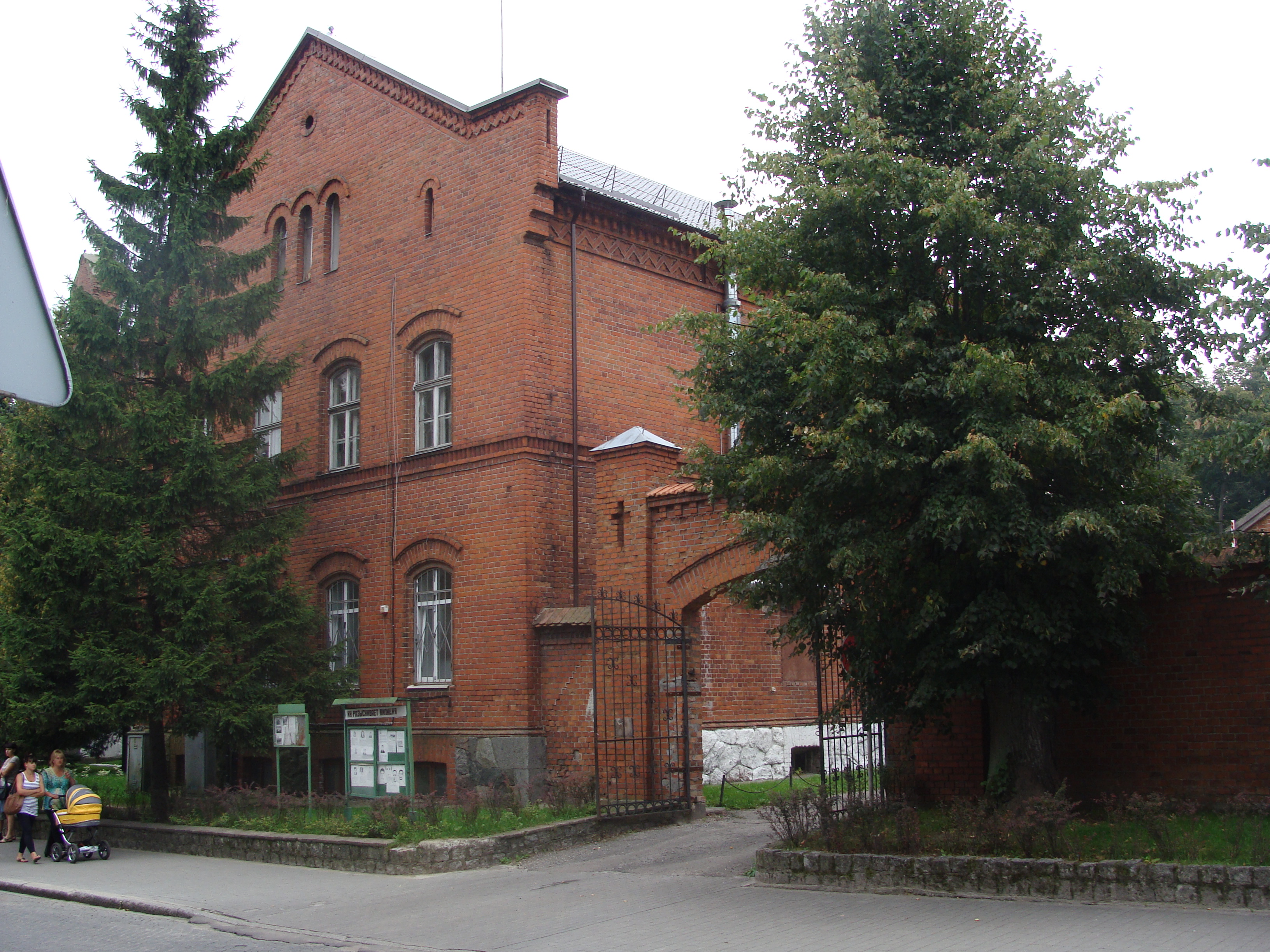
Gebäude des ehemaligen Königlichen Lehrerseminars, erbaut 1861, beherbergt heute die Bezirksverwaltung, die Pensionskasse sowie die Abteilung des Innenministeriums der Russischen Föderation und die Abteilung für Migration

Preußisch Eylau, nordöstlich von Elbing, östlich von Braunsberg und südlich von Königsberg i. Pr., auf einer Landkarte von 1910

Bagrationowsk (russisch Багратио́новск), deutsch Preußisch Eylau (1945–1946 kyrillisch Пройсиш-Эйлау Projsisch-Ejlau), ist eine Stadt in der russischen Oblast Kaliningrad (Königsberg). Sie hat 6417 Einwohner (Stand 1. Oktober 2021) und ist Verwaltungszentrum der kommunalen Selbstverwaltungseinheit Stadtkreis Bagrationowsk im gleichnamigen Rajon Bagrationowsk. Die Stadt ist benannt nach Pjotr Iwanowitsch Bagration, einem russischen General aus der Zeit des Russlandfeldzugs 1812.

## Geographische Lage
Die Stadt liegt in der historischen Region Ostpreußen, etwa 37 Kilometer südöstlich von Königsberg (Kaliningrad).

## Geschichte

### Stadtgeschichte bis 1945
Im Jahr 1401 hieß der Ort Ilaw. Während der Herrschaft des Deutschen Ordens wurde im altpreußischen Gau Natangen im Zeitraum 1325–1330 von Arnolph von Eylenstein unter dem Hochmeister Werner von Orseln die Burg Ilaw erbaut, aus der sich später die Ortschaft Henriettenhof entwickelte. Im Jahr 1492 überließ der Hochmeister Johann von Tiefen Burg und Amt Eylau dem Ordensbruder Heinrich Reuß von Plauen auf Lebenszeit. Im Jahr 1336 wurde die daneben liegende, mit zwölf Krugstellen versehene Lischke vom Komtur von Balga, Heinrich von Muro, zur  Stadt erhoben; 1450 wird Preußisch Eylau noch die „lischke czur Ilaw“ genannt.
Der Balgaer Komtur verlieh der Siedlung 1348 eine Handfeste. Die Burg wurde 1455 durch ein Feuer zerstört. 1514 wurde die Marktgerechtigkeit verliehen, und 1585 verlieh Herzog Georg Friedrich das volle Stadtrecht. In den Jahren 1520 und 1525 wurde der Ort durch polnische Truppen verwüstet, die Burg aber vergeblich belagert.
Ein Großfeuer richtete 1802 großen Schaden in der Stadt an.
Am 7. und 8. Februar 1807 fand in der Nähe der Stadt die unentschieden beendete Schlacht bei Preußisch Eylau, zwischen Napoleon Bonapartes Truppen und russischen Truppen, unter General Graf Bennigsen statt, welche die russischen Truppen mit Hilfe eines preußischen Kontingents unter General L’Estocq zwar nicht für sich entscheiden konnten, allerdings erreichten, dass Napoléon erstmals nicht als Sieger das Schlachtfeld verließ. Die Stadt ist heute nach dem russischen General Fürst Bagration benannt, einem Teilnehmer der Schlacht.
Nach der preußischen Verwaltungsreform wurde Preußisch Eylau 1819 Kreisstadt des Landkreises Preußisch Eylau. Schon 1821 war hier ein Schullehrerseminar; am 8. Januar 1835 wurde ein neues Seminargebäude bezogen. 1866 wurde der Anschluss an die Ostpreußische Südbahn vollzogen.
Im Ersten Weltkrieg wurde die Stadt im August 1914 zeitweilig von russischen Truppen besetzt.
Im Jahr 1939 hatte Preußisch Eylau 7461 Einwohner. Als Wirtschaftsbetriebe waren eine Tuchweberei, eine Eisengießerei, die Maschinenfabrik Johnen, die Genossenschafts-Molkerei, Schadwinkels Getreidemühle und Tauliens Fassfabrik ansässig.

Orte in der Stadt
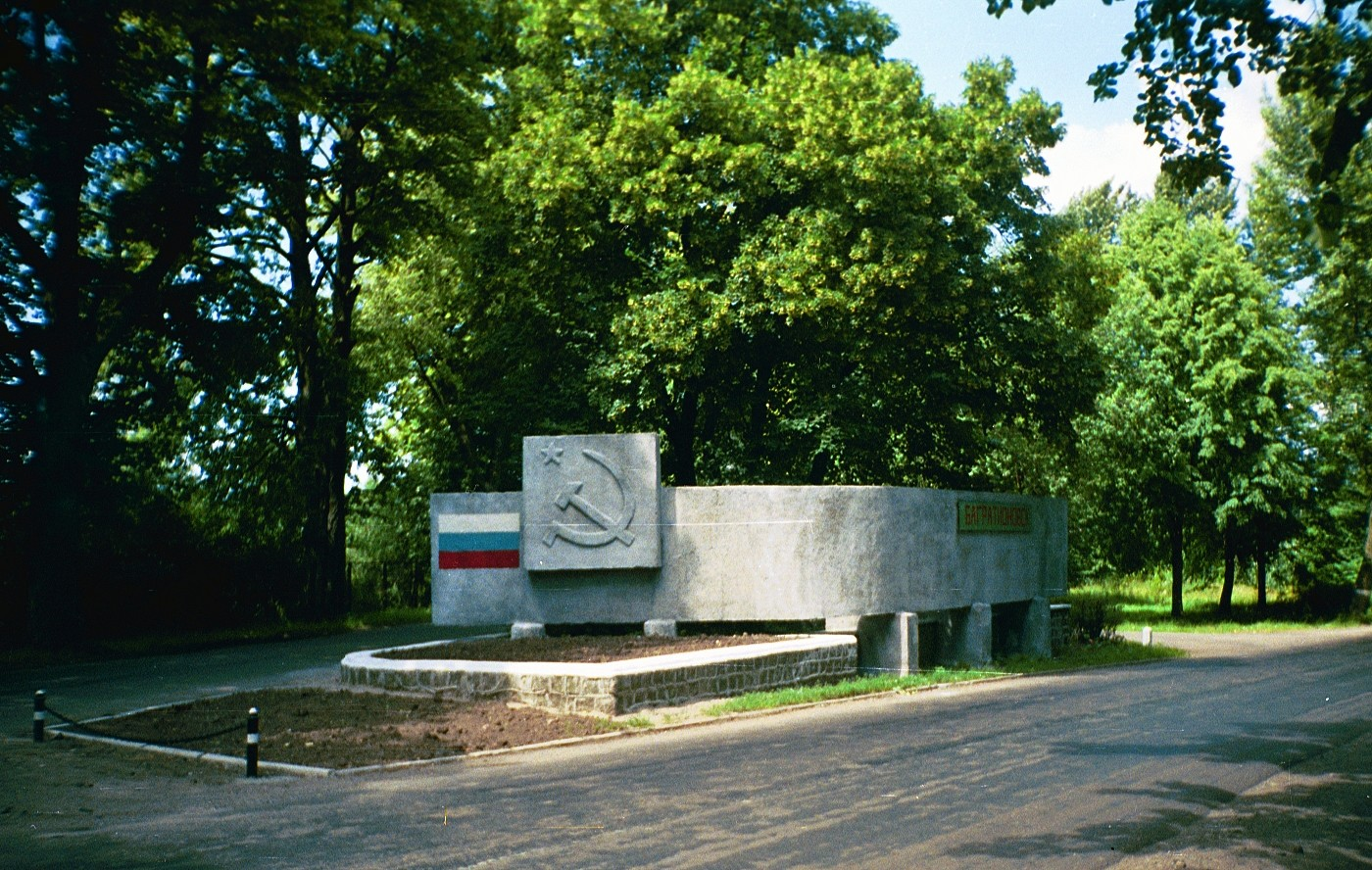
Ortseinfahrt von Bagrationowsk
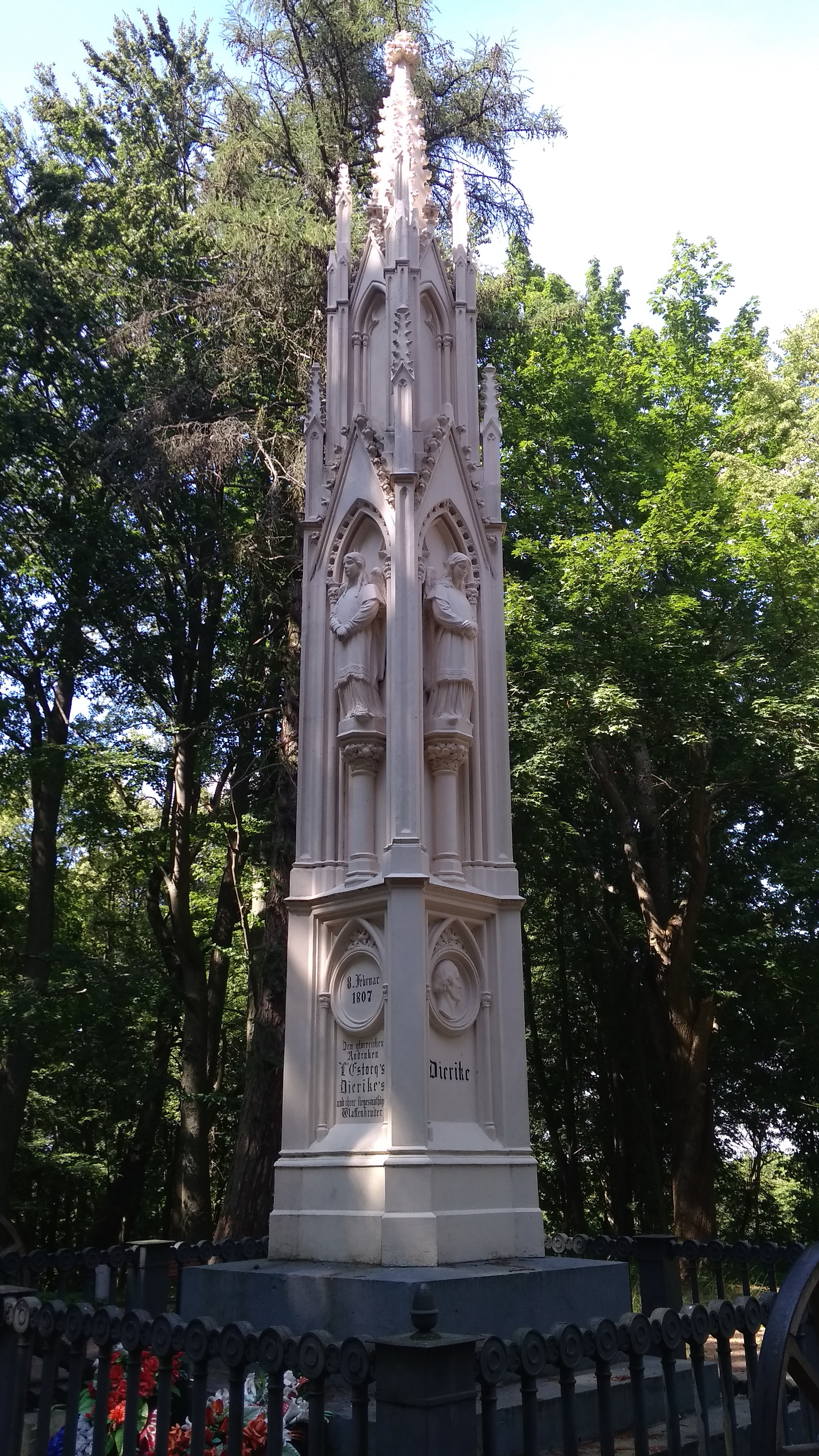
Fragment eines Denkmals von 1856 für die Schlacht bei Preußisch-Eylau, Architekt F. A. Stüler
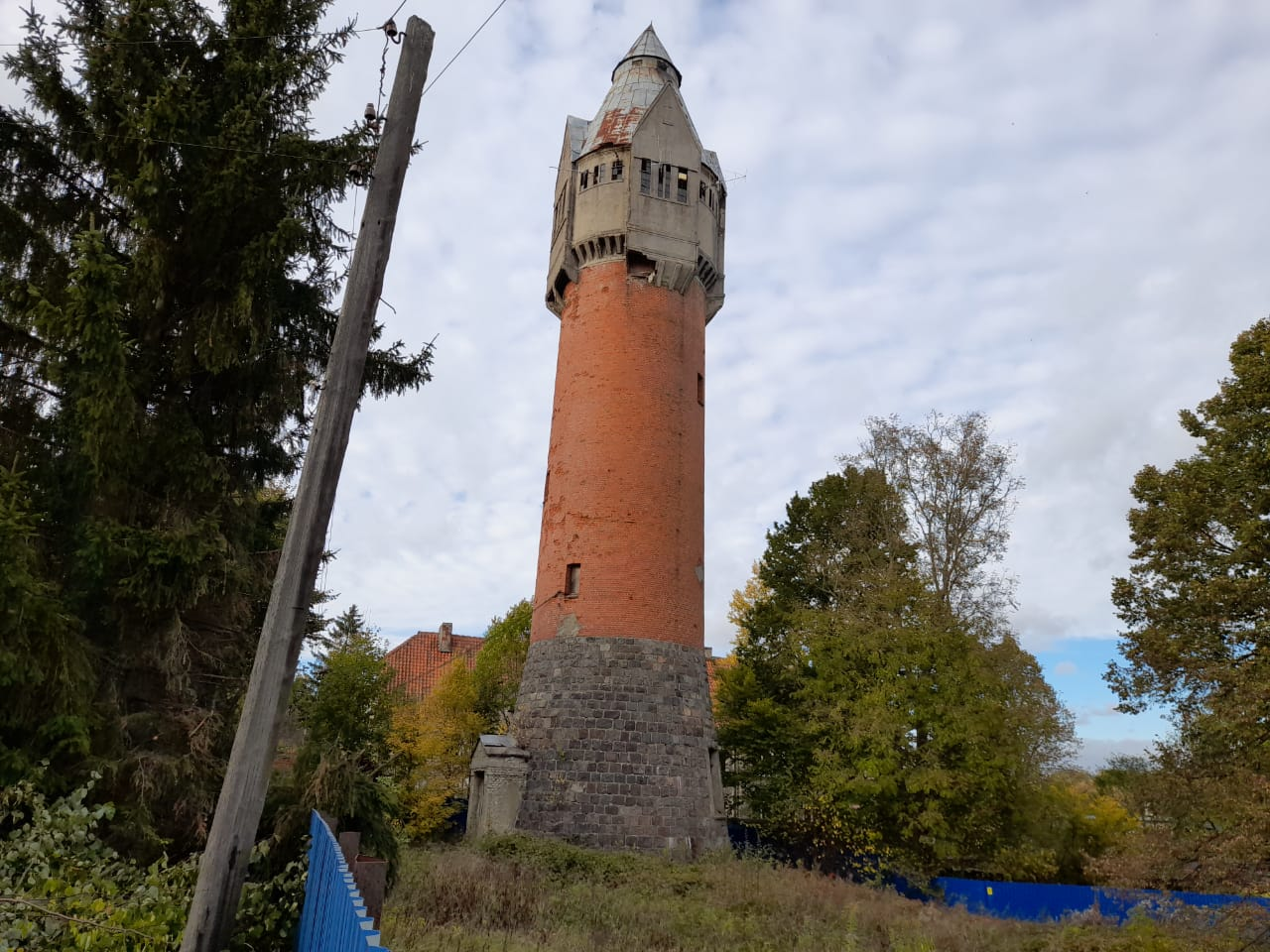
Wasserturm von 1913

#### Ortschaften/Abbaue

##### Grünthal
Der Abbau Grünthal wurde vor 1800 gegründet und bestand aus kleinen Gehöften. Außerdem beherbergte der Ort ein Schützenhaus. Er lag 2,5 Kilometer westlich des Warschkeiter Sees (heute russisch Osero Warschkeiterskoje) auf heute polnischem Gebiet. Ein polnischer Name ist jedoch nicht bekannt. Da der Ort nach 1945 im polnisch-russischen Grenzgebiet lag, ist seine Existenz nicht mehr wahrscheinlich.

##### Heinrichshöfchen
Nach 1835 wurde Heinrichshöfchen gegründet. Es handelte sich um einen kleinen Hof, der zwei Kilometer südwestlich des Stadtgebietes westlich des Warschkeiter Sees lag. Seine Ortsstelle liegt heute auf polnischem Boden im Grenzgebiet und deshalb unzugänglich und wohl auch gar nicht mehr vorhanden. Der polnische Name ist Wężykówko.

##### Henriettenhof
Das 1326 gegründete Henriettenhof war ein Guts- und Amtsdorf der Stadt Preußisch Eylau, später ein königliches Domänenamt, am südwestlichen Stadtrand. Zwischen 1874 und 1928 war es Sitz eines Amtsbezirks. Im Jahre 1910 zählte der Gutsbezirk 183 Einwohner. Am 30. September 1928 wurde Henriettenhof in die Stadt Preußisch Eylau eingegliedert. Ein russischer Name ist nicht bekannt.

##### Nußwalde
Der 1866 gegründete Abbau war ein Vorwerk des Gutsbezirks Henriettenhof im Kreis Preußisch Eylau. Es lag drei Kilometer nordwestlich der Stadt Preußisch Eylau. Zusammen mit Henriettenhof kam Nußwalde 1928 zur Stadtgemeinde Preußisch Eylau. 1945 wurde es unter dem Namen Orzesze zunächst Teil Polens. Ein russischer Name ist nicht bekannt, auch ist seine Ortsstelle nicht mehr erkennbar.

##### Stadtfreiheit
Die Stadtfreiheit war ein Gutsbezirk und lag 1,25 Kilometer westlich des Stadtzentrums. Ihm war ein Forstamt und die Oberförsterei Preußisch Eylau zugeordnet. Im Jahre 1910 zählte der Gutsbezirk 100 Einwohner. Er war seit 1874 Teil des Amtsbezirks Henriettenhof (Kreis Preußisch Eylau) und kam am 15. November 1928 zur Stadtgemeinde Preußisch Eylau. 1945 kam der Ortsteil zunächst unter dem Namen Miejska Wola zu Polen. Die Ortsstelle ist heute russisches Gebiet, ist aber nicht mit einem besonderen Namen versehen und gilt als nicht existent.

### Seit 1945
Am 9. Februar 1945 wurde die Stadt durch die Rote Armee erobert. In der ehemaligen Infanteriekaserne an der Warschkeiter Chaussee bestand von Mai 1945 bis Herbst 1948 das Kriegsgefangenen- und Internierungslager 533 des NKWD für deutsche Kriegsgefangene des Zweiten Weltkriegs und Zivilpersonen. Von den etwa 13.000 Zivilpersonen im Lager 533 kamen etwa 6000 ums Leben. Die ansässige deutsche Bevölkerung wurde, sofern sie nicht bereits geflüchtet war, in der Folge vertrieben.
Im Jahre 1945 hatte die Sowjetunion die Stadt zunächst der Volksrepublik Polen zur Verwaltung überlassen, die ihr den polonisierten Namen Iławka gab. Bei der neuen Festlegung der Demarkationslinie zwischen den russischen und polnischen Verwaltungsbezirken in Ostpreußen durch die Sowjetunion vom 1. Januar 1946 wurde Preußisch Eylau dem sowjetischen Verwaltungsbezirk zugeschlagen; die Grenze verläuft seither unmittelbar südlich der Stadt. Am 7. September 1946 wurde Preußisch Eylau nach Fürst Bagration (siehe oben) in Bagrationowsk umbenannt. Durch die Lage an der neuen sowjetisch-polnischen Grenze lag die Stadt nun in einem wirtschaftlich und infrastrukturell toten Winkel, der die weitere Entwicklung der Stadt behinderte. Zunächst wurden durch die aus Zentralrussland, Weißrussland, dem Wolgagebiet und der Ukraine angesiedelten Neubürger in der Umgebung der Stadt kollektivierte Landwirtschaftsformen aufgebaut. Das Wirtschaftsleben der Stadt richtete sich nun auch vollständig hierauf aus. Das Stadtbild Bagrationowsks änderte sich durch den Neubau von Wohnhäusern, Abriss der vielen kriegszerstörten Bauten und durch Vernachlässigung der alten Bausubstanz maßgeblich.
Bagrationowsk wurde Sitz eines Rajons. Nach dem Zerfall der Sowjetunion gewann die Stadt wieder an Bedeutung als Transitstadt, da sich hier der wichtigste Grenzübergang der Kaliningrader Oblast nach Polen befindet.
2008 wurde ein Gedenkstein mit deutscher und russischer Inschrift errichtet: Den Einwohnern von Preußisch Eylau, die durch den Zweiten Weltkrieg ihr Leben verloren haben, zum Gedenken / Errichtet von den Überlebenden und ihren Nachkommen / 2008.

### Demographie
| Jahr | Einwohner | Anmerkungen |
| ---- | --------- | --- |
| 1768 | 1369      | [ 16 ] |
| 1782 | 1455      | ohne die Garnison (drei Kompanien Infanterie) |
| 1798 | 1682      | [ 16 ] |
| 1802 | 1620      | Stadt |
| 1810 | 1424      | Stadt, darunter vier Katholiken und sieben Mennoniten, alle übrigen Bewohner sind evangelisch |
| 1816 | 1426      | Stadt, darunter 1401 Evangelische, zwei Katholiken und 14 Juden |
| 1821 | 1768      | Kreisstadt, mit einem alten Schloss, einem Schullehrerseminar und 191 Privatwohnhäusern |
| 1828 | 2677      | davon 23 Katholiken, acht Mennoniten und 33 Juden, alle übrigen Bewohner sind evangelisch |
| 1831 | 2064      | [ 18 ] [ 16 ] |
| 1858 | 3252      | davon 3100 in der Stadt (3017 Evangelische, 13 Katholiken und 70 Juden) und 152 in den Randbezirken (Mühle, Oberförsterei, Amtsfreiheit, Amtskrug und Fabrik) |
| 1864 | 3956      | am 3. Dezember, davon 3734 in der Stadt und 222 in der Königlichen Oberförsterei (Gutsbezirk) |
| 1871 | 3723      | [ 21 ] |
| 1875 | 3738      | [ 22 ] |
| 1890 | 3446      | davon 42 Katholiken und 42 Juden |
| 1910 | 3270      | Kreisstadt, mit einem Landratsamt, einem Amtsgericht, einer evangelischen Pfarrkirche, einer katholischen Pfarrkirche, einem Lehrerseminar, einem Krankenhaus, einer Bahnmeisterei, einer Brauerei, Mühlen, einer Molkerei, Obst- und Honigverwertung, einer Gießerei, einer Gerberei, einem Sägewerk sowie Leinen-, Vieh- und Pferdemärkten |
| 1933 | 4322      | [ 22 ] |
| 1939 | 7461      | [ 22 ] |

| Jahr             | 1959 | 1970 | 1979 | 1989 | 2002 | 2010 | 2021 |
| Anzahl Einwohner | 4438 | 5563 | 6049 | 6728 | 7216 | 6400 | 6417 |

### Wappen
Blasonierung: „Von Schwarz und Silber geteilt; oben ein wachsender, goldener, rotbewehrter Löwe, unten nebeneinander drei schwarze Deutschordenskreuze.“
Die Burg Ilaw nebst dem dabei erwachsenen Orte gab Hochmeister Johann von Tiefen dem Ordensbruder Heinrich Reuß von Plauen auf Lebenszeit. Dessen Wappen war ein goldener Löwe in Schwarz. Obiges Wappen zeigt das älteste bekannte SIGILLVM CIVITATIS EILV. BORVSS. ANNO 1558.

## Sehenswürdigkeiten

### Ordensburg Eylau
Von der 1325 errichteten Ordensburg blieben Gebäudeteile erhalten. Die Burganlage folgte als vierflügeliges Kastell dem klassischen Schema der Deutschordensburgen. Die Flügel waren als zwei Hauptflügel im Westen und Süden und zwei Nebenflügel im Norden und Osten ausgebildet, wobei der östliche Flügel der jüngste Bauteil ist. Ein quadratischer Bergfried stand in der nordöstlichen Ecke des Kastells. Ein Pfleger ist für 1347 belegt.
Burg und Siedlung gab Hochmeister Johann von Tiefen (um 1440–1497) dem Ordensbruder Heinrich Reuß von Plauen (1400–1470) auf Lebenszeit. Die Burg wurde 1455 durch ein Feuer zerstört, 1520 und 1525 durch polnische Truppen verwüstet, aber nicht eingenommen.

Ruine Ordensburg Eylau
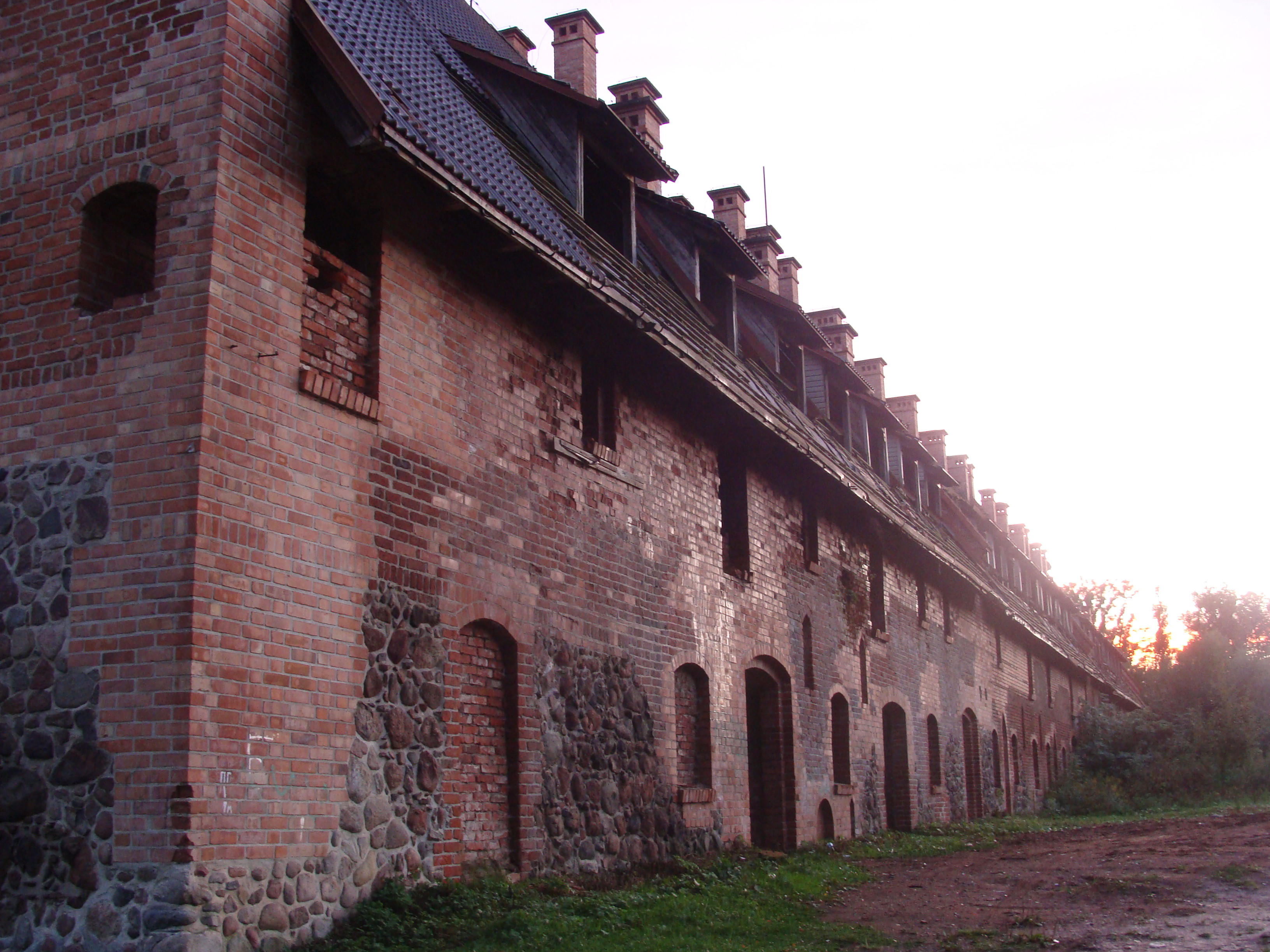
September 2012
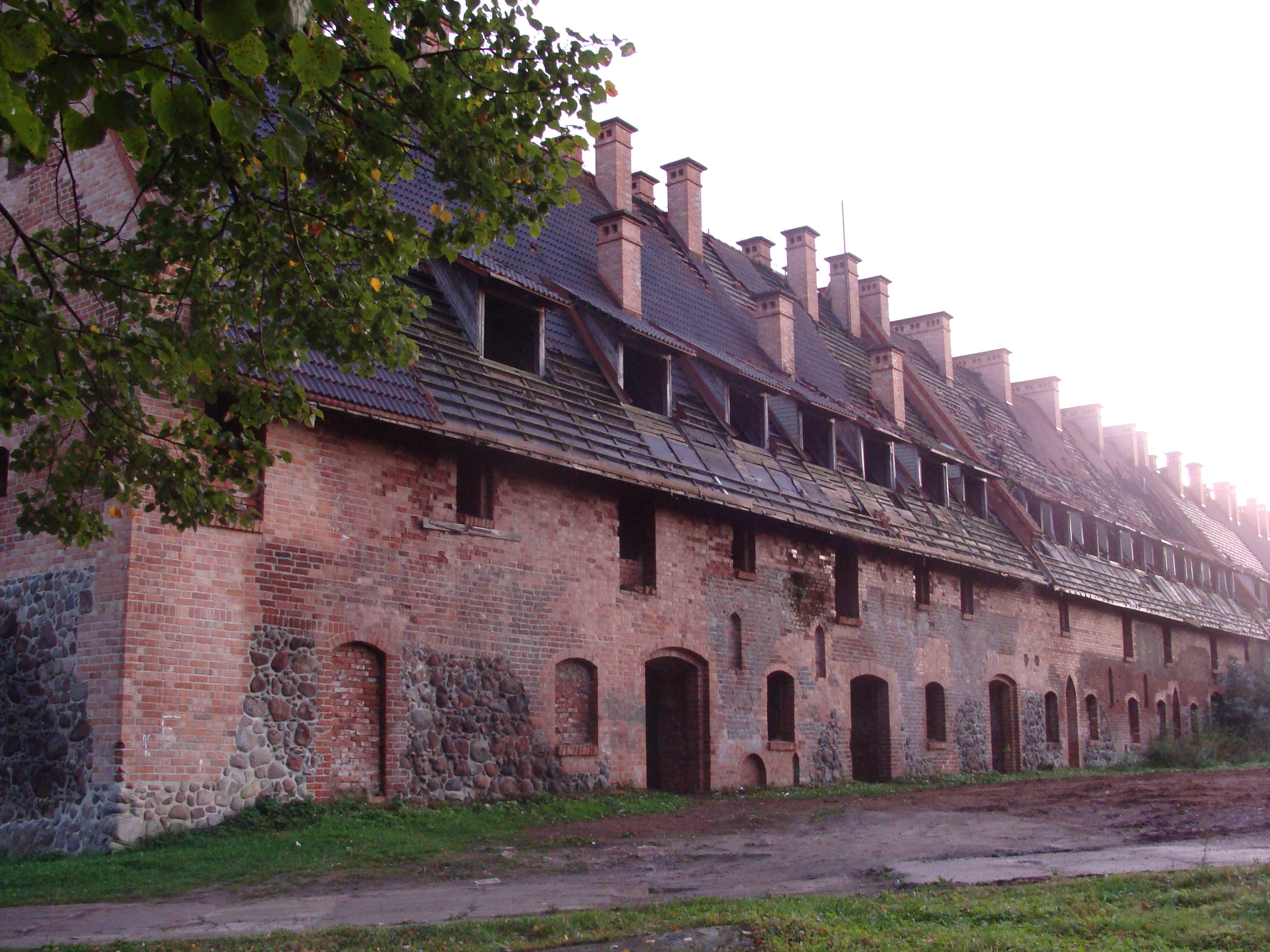
September 2012
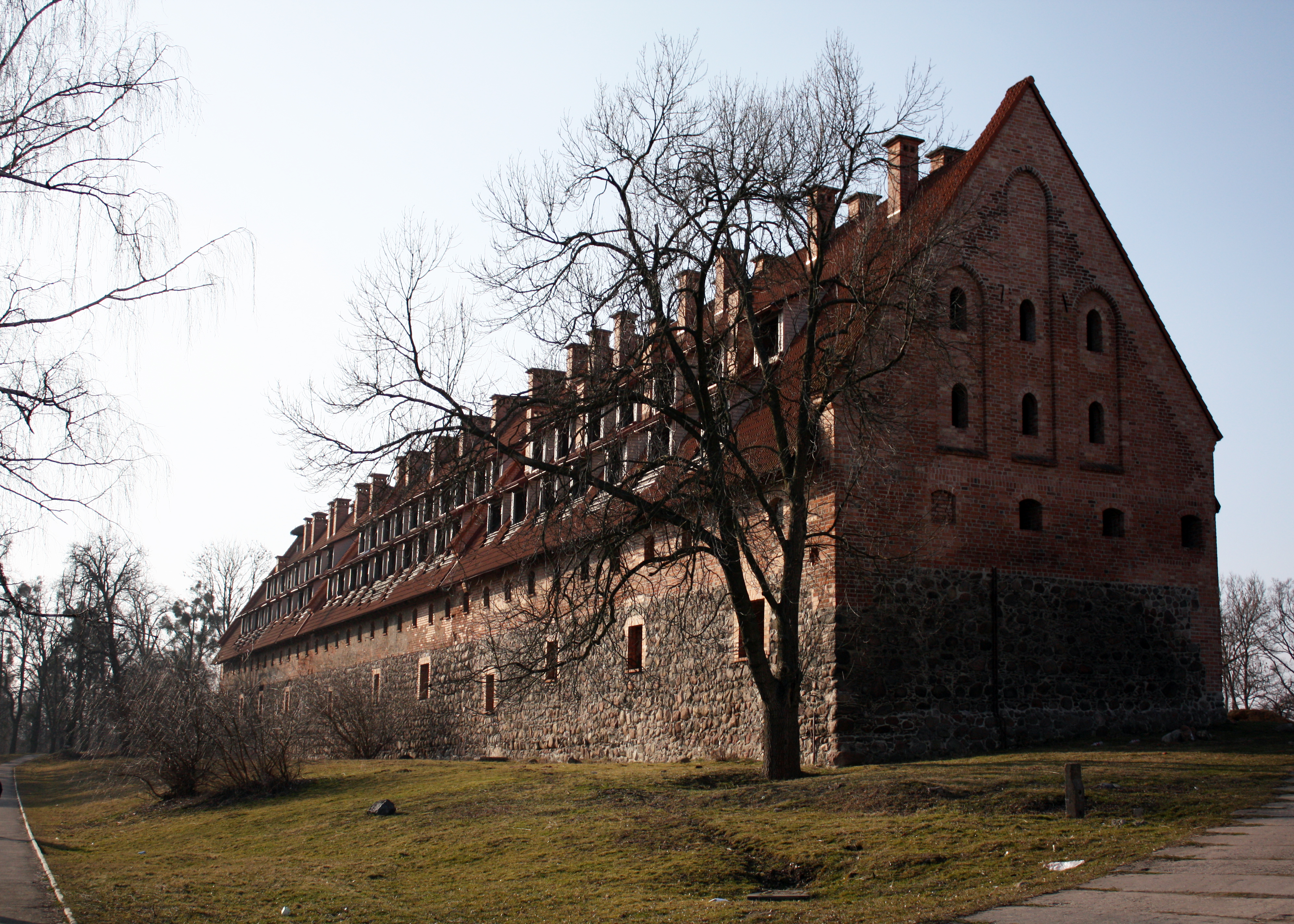
April 2009
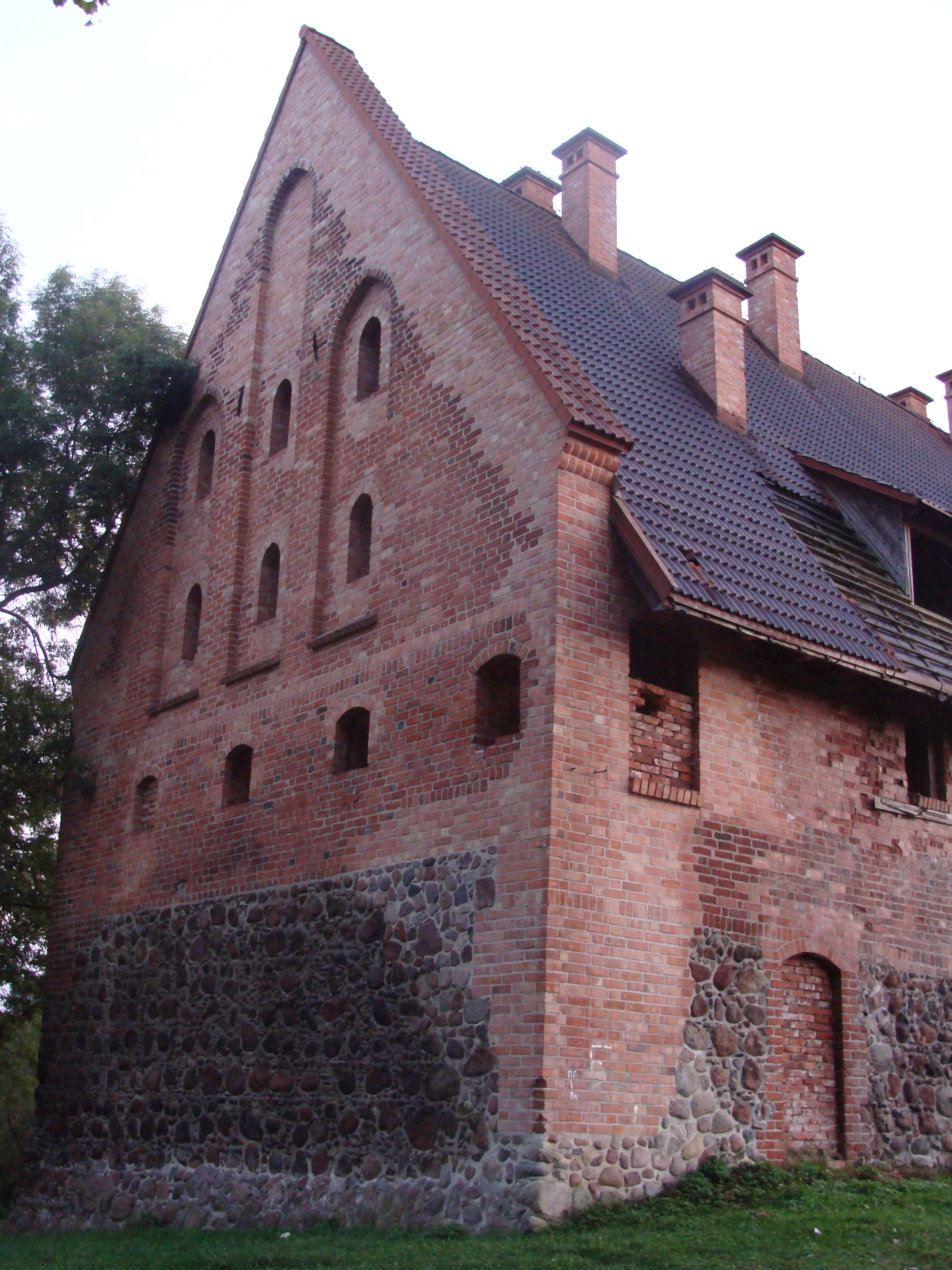
September 2012
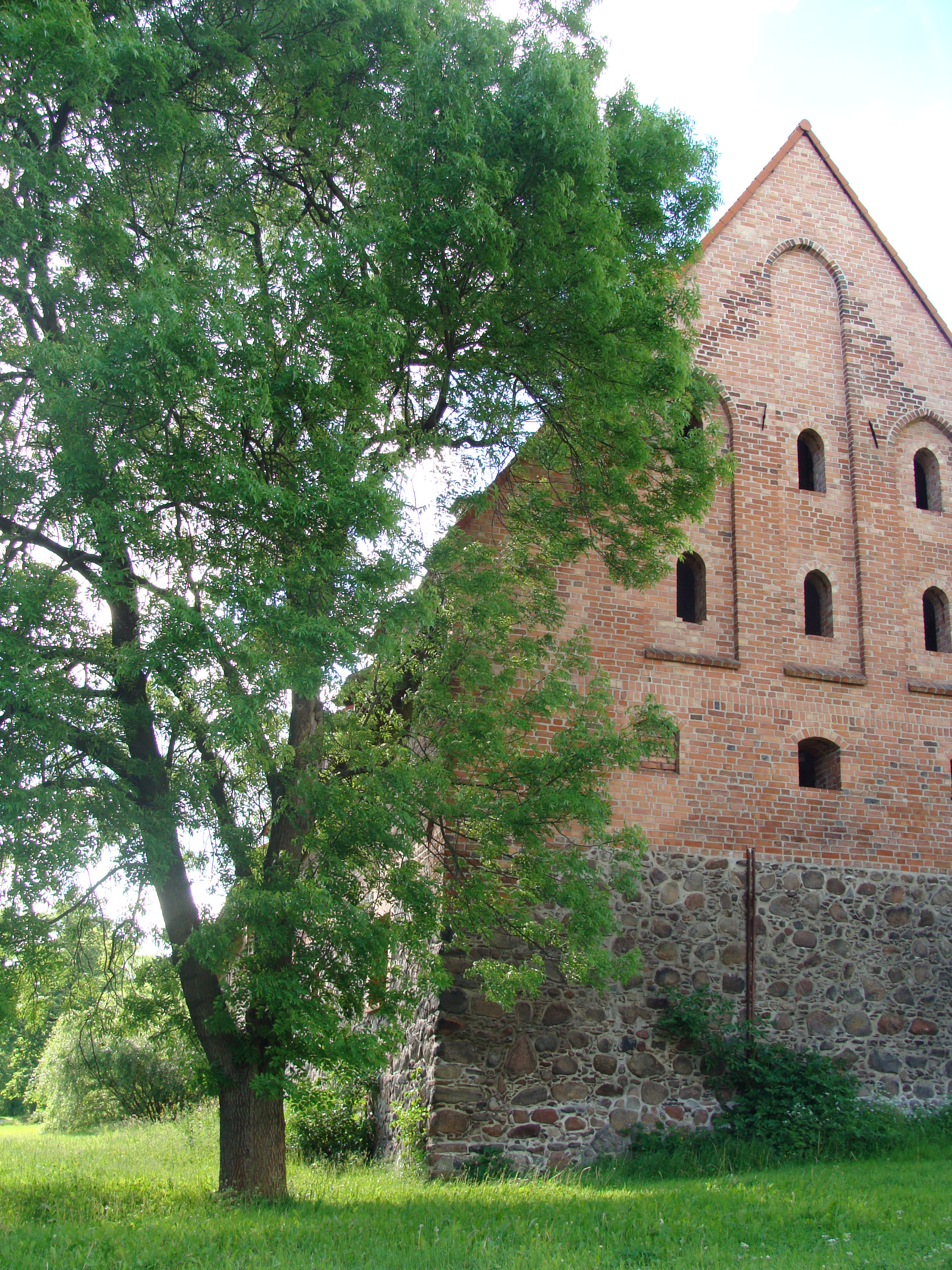
Juni 2010
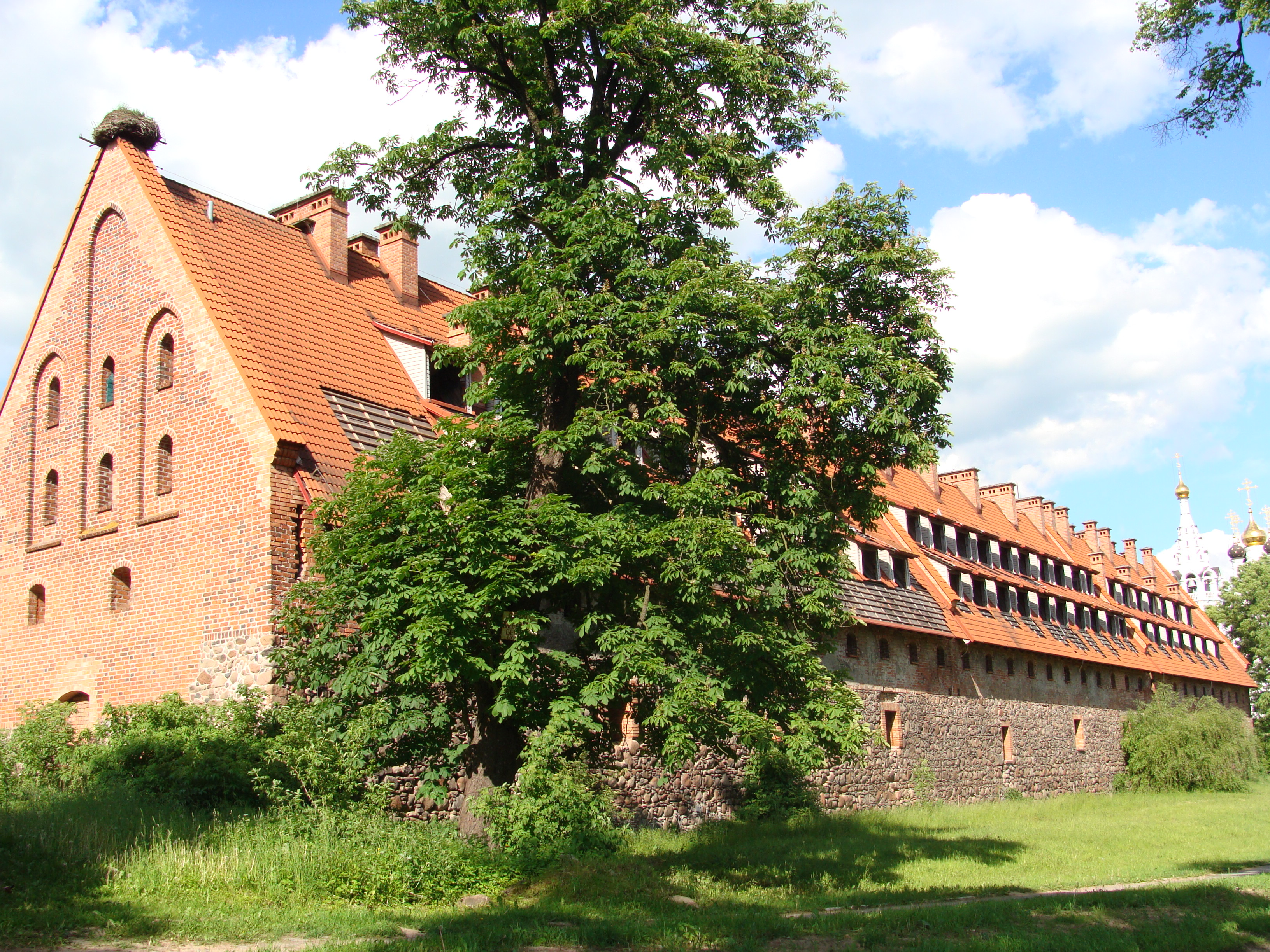
Juni 2010
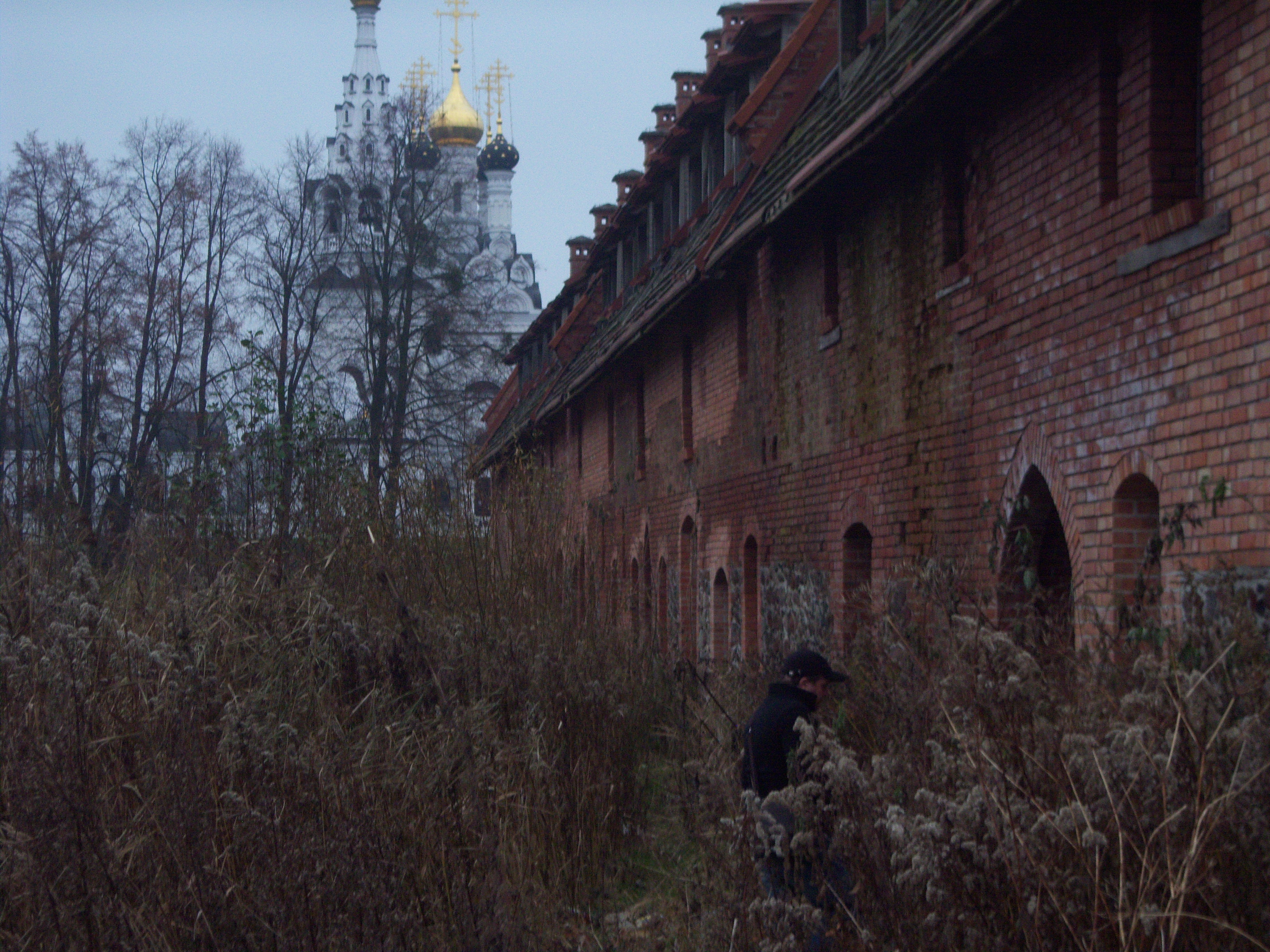
November 2009

## Verkehr
Mit dem Straßennetz ist Bagrationowsk über die Regionalstraße 27A-017 (= ex A195, ehemalige deutsche Reichsstraße 128) von Königsberg (Kaliningrad) nach Allenstein (Olsztyn) in der polnischen Woiwodschaft Ermland-Masuren verbunden. Der Grenzübergang befindet sich zwei Kilometer südlich der Stadt.

## Kirche

### Evangelisch

#### Kirchengemeinde
Die Reformation fasste in Preußisch Eylau schon früh Fuß. Der erste namentlich bekannte lutherische Geistliche war Pfarrer Johann Karaus, der bereits 1535 in der Stadt amtierte. Sehr bald wurde auch ein zweiter Geistlicher („Diakonus“) eingesetzt. Gehörte Preußisch Eylau ursprünglich zur Inspektion Bartenstein (heute polnisch: Bartoszyce), so war die Stadt bis 1945 dann Superintendentursitz und namensgebender Ort des Kirchenkreises, der innerhalb der Kirchenprovinz Ostpreußen der Kirche der Altpreußischen Union eingegliedert war.
Flucht und Vertreibung in den Jahren 1945 und später ließen die Gemeinde fast auf Null schrumpfen. In den 1990er Jahren entstanden in der Oblast Kaliningrad neue evangelische Gemeinden, nicht aber in Bagrationowsk. Die nächstliegende Gemeinde ist die Dorfkirchengemeinde in Gwardeiskoje (Mühlhausen) in zehn Kilometern Entfernung. Sie ist eine Filialgemeinde der Auferstehungskirche in Kaliningrad (Königsberg) und gehört zur Propstei Kaliningrad der Evangelisch-lutherischen Kirche Europäisches Russland (ELKER).

#### Kirchspielorte
Außer der Stadt Preußisch Eylau gehörten noch dreißig Orte zum Kirchspiel der Stadt:

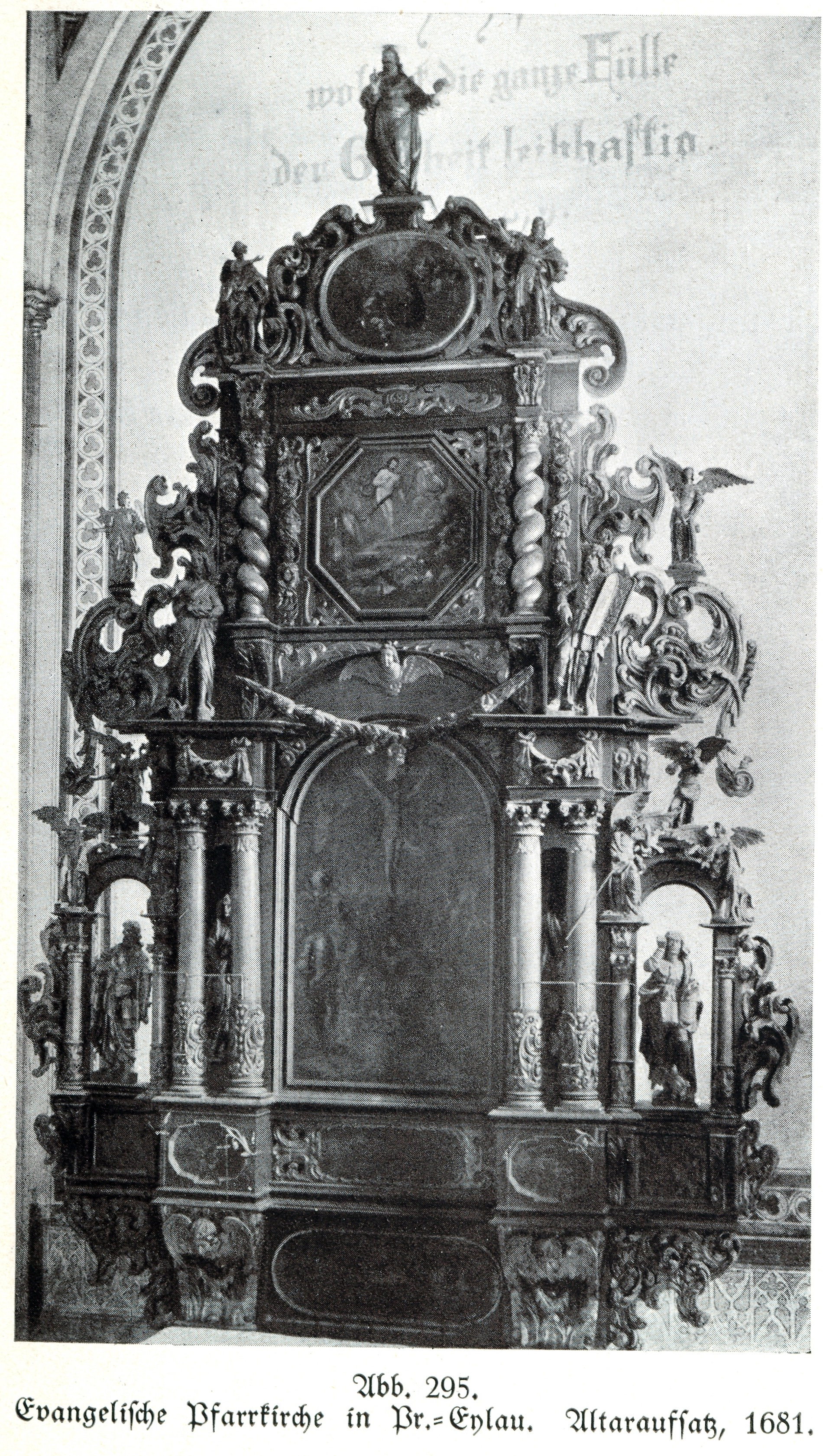
Altaraufsatz von 1681 in der Kirche

| Deutscher Name         | Polnischer bzw. russischer Name |  | Deutscher Name                          | Polnischer bzw. Russischer Name |
| ---------------------- | ------------------------------- |  | --------------------------------------- | ------------------------------- |
| Beisleiden             | Bezledy (PL)                    |  | Perguschen                              | Piergozy (PL)                   |
| Bothoswalde            | Bodzewo (PL)                    |  | Perscheln (1928–1945: Zohlen-Perscheln) | Piersele (PL)                   |
| Glamslack              | Głamsławki (PL)                 |  | Poschloschen                            | Posłusze (PL)                   |
| Grünhöfchen            | Grądzik (PL)                    |  | Rothenen                                | Rotajny (PL)                    |
| Grünthal               |                                 |  | Sardienen                               | Żardyny (PL)                    |
| Heinrichshöfchen       |                                 |  | Schewecken                              | Żywkowo (PL)                    |
| Heinrichswalde         | Wężykowo (PL)                   |  | Serpallen                               | Kaschtanowka (RUS)              |
| Henriettenhof          | (RUS)                           |  | Storchnest                              | Schirokoje (RUS)                |
| Kissitten (bei Legden) | Kisity (PL)                     |  | Strobehnen                              | Schirokoje (RUS)                |
| Kromargen              | Kromarki (PL)                   |  | Stilgen                                 | Styligi (PL)                    |
| Legden                 | Lejdy (PL)                      |  | Tenknitten                              | Muromskoje (RUS)                |
| Loschen                | Lawrowo (RUS)                   |  | Walkaschken                             | Wilkaski (PL)                   |
| Ludwigsgabe            | Sądki (PL)                      |  | Warschkeiten                            | Warszkajty (PL)                 |
| Mollwitten             | Molwity (PL)                    |  | Zehsen                                  | Sajzy (PL)                      |
| Nußwalde               |                                 |  | Zohlen (1928–1945: Zohlen-Perscheln)    | Solno (PL)                      |

#### Kirchengebäude
Die Pfarrkirche wurde zwischen 1317 und 1325 im Stil der Backsteingotik errichtet und war zwischen 1525 und 1945 evangelisch. 1807 wurde sie bei der Schlacht bei Preußisch Eylau beschädigt, erfuhr 1879 eine grundlegende Veränderung und überstand die letzten Kriegstage 1945 mit nur wenigen Beschädigungen. Bis in die 1960er Jahre diente die Kirche als Pferdestall und wurde dann bis zur Unkenntlichkeit zu einer Fabrikhalle umgebaut.

#### Pfarrer
Die Stadt Preußisch Eylau mit dem dazugehörigen Kirchspiel betreuten bis 1945 jeweils zwei Geistliche:
| - Johann Karaus, 1535/1554 - NN. - David Rhodius, ab 1572 - Johann Schönfeldt, bis 1579 - Matthias Bienwald, 1588–1593 - Thilo Balthasar, bis 1593 - NN., bis 1602 - Caspar Tiefholtz, bis 1603 - Thilo Valentin, ab 1603 - NN., bis 1607 - Johann Hän, ab 1607 - Valentin Damerow, 1610–1616 - Jacob Murray, 1616–1637 - Christoph Cotenius, bis 1617 - Christoph Lange, 1617–1629 - Johann Benedict Reinhardi, 1629–1636 - Zahcharias Reinhardi, 1636–1656 - Johann Lang, 1637–1645 - Johann Georg Faber, 1647–1655 - Martin Glenius, ab 1656 - Pancratius Buck, 1656–1680 - Andreas Strauß, 1657–1663 - Gottfried Teschendorf, 1663–1671 - Sebastian Kuppelich, 1678–1694 - Christoph Coggius, 1682–1704 - Christoph Jetzel, 1694–1729 - Gottfried Heling, bis 1724 - Christian Friedrich Wegner, 1724–1731 - Johann Behrendt, 1729–1745 | - Martin Lindenau, 1731–1735 - Georg Theodor Hein, 1735–1783 - Christoph Albrecht Stein, 1746–1751 - Georg Friedrich Lamhardt, 1751–1790 - Johann Daniel Friedrich Petzold, 1783–1823 - Johann Fröloff, 1791–1807 - Adolf Reinhold Ziegner, 1809–1816 - Gottlieb Emanuel Gäsbeck, 1816–1854 - Johann Carl Rauschke, 1824–1831 - Karl Wilhelm Glodkowski, 1832–1839 - Gustav Michael Prange, 1839–1871 - Johann Wilhelm Warschutzki, 1854–1871 - Carl Louis Friese, 1871–1885 - Carl Gustav Wiebe, 1872–1876 - Paul Gustav Adolf Strehl, 1873–1880 - Johann Gottlieb Malletke, 1876–1881 - Rudolf Moritz Krieger, 1885–1890 - Ernst Karl W. Bourwieg, 1886–1911 - Karl Rudolf Arthur Hering, 1890–1892 - Gustav Friedrich Büchler, 1892–1912 - Adalbert Gottlieb Immanuel Ebel, 1911–1921 - Alfred Müller, 1912–1919 - Walter Wittkowsky, 1914–1915 - Paul Terpitz, 1918–1919 - Konrad Grottian, 1919–1926 - Karl Wilhelm Heinrich Müller, 1922–1944 - Walter Kaminski, 1927–1934 - Martin Braun, 1935–1945 |

#### Kirchenkreis
Vor 1945 war Preußisch Eylau Superintendentursitz und namensgebender Ort eines Kirchenkreises innerhalb der Kirchenprovinz Ostpreußen der Kirche der Altpreußischen Union. Der Bezirk war in zwei Superintendenturbezirke aufgeteilt: Landsberg (polnisch Górowo Iławeckie) und Preußisch Eylau.
Dem Kirchenkreis Preußisch Eylau mit seinen zwei Superintendenturbezirken (I und II) waren 21 Pfarrorte mit ihren Kirchspielen zugehörig, die heute zum Teil auf russischem (RUS), zum Teil aber auch auf polnischem (PL) Staatsgebiet liegen:

Die russisch-orthodoxe Kirche in Bagrationowsk

| Name (bis 1946)              | Heutiger Name/Staat        |  | Name (bis 1946)                       | Heutiger Name/Staat |
| ---------------------------- | -------------------------- |  | ------------------------------------- | ------------------- |
| Albrechtsdorf (I)            | Wojciechy/PL               |  | Kreuzburg (II)                        | Slawskoje/RUS       |
| Almenhausen–Abschwangen (II) | Kaschtanowo–Tischino/RUS   |  | Landsberg (I)                         | Górowo Iławeckie/PL |
| Borken (I)                   | Borki/PL                   |  | Mühlhausen (II)                       | Gwardeiskoje/RUS    |
| Buchholz (I)                 | Bukowiec/PL                |  | Petershagen (I)                       | Pieszkowo/PL        |
| Dollstädt (II)               | Krasnosnamenskoje/RUS      |  | Preußisch Eylau (II)                  | Bagrationowsk/RUS   |
| Eichhorn (I)                 | Wiewiórki/PL               |  | Reddenau (I)                          | Rodnowo/PL          |
| Groß Peisten–Hanshagen (I)   | Piasty Wielkie–Janikowo/PL |  | Schmoditten (II)                      | Rjabinowka/RUS      |
| Guttenfeld (I)               | Dobrzynka/PL               |  | Stablack (Gartenstadt) (ab 1938) (II) | Dolgorukowo/RUS     |
| Jesau (II)                   | Juschny/RUS                |  | Tharau (II)                           | Wladimirowo/RUS     |
| Kanditten (I)                | Kandyty/PL                 |  | Uderwangen (II)                       | Tschechowo/RUS      |
| Klein Dexen (bis 1937) (II)  | Furmanowo/RUS              |  |                                       |                     |

### Römisch-katholisch
Bis 1945 gab es in Preußisch Eylau eine römisch-katholische Pfarrgemeinde, deren Bestand ebenfalls durch Flucht und Vertreibung nach dem Zweiten Weltkrieg endete. Preußisch Eylau gehörte damals zum Bistum Ermland.

### Russisch-orthodox
Seit den 1990er Jahren gibt es in Bagrationowsk eine orthodoxe Gemeinde, die über ein neu errichtetes Gotteshaus verfügt. Sie ist in die Diözese Kaliningrad und Baltijsk (Königsberg und Pillau) der Russisch-Orthodoxen Kirche eingegliedert.

## Städtepartnerschaften
- Verden, Deutschland
- Bartoszyce, Polen
- Górowo Iławeckie, Polen
- Korsze, Polen
- Jonava, Litauen

## Söhne und Töchter der Stadt
- Christoph Caesar (1540–1604), deutscher Pädagoge und Dichter
- Theophil Ernst Kriese (1785–1848), deutscher Schriftsteller und Pädagoge
- Anton von Wegnern (1809–1891), preußischer Verwaltungsbeamter und Politiker, Mitglied der Frankfurter Nationalversammlung 1848/1849
- Carl Böttcher (1838–1900), deutscher Pädagoge
- Hugo Falkenheim (1856–1945), deutscher Arzt und letzter Vorsitzender der Königsberger jüdischen Gemeinde
- Catharina Klein (1861–1929), deutsche Blumenmalerin
- Konrad Theodor Preuss (1869–1938), deutscher Ethnologe
- Robert Kudicke (1876–1961), deutscher Sanitätsoffizier und Tropenmediziner, Hochschullehrer in Guangdong und Frankfurt am Main
- Karl Heidmann (1889–1946), deutscher Schauspieler und Regisseur
- Ernst Scharnowski (1896–1985), deutscher Politiker (SPD), Mitglied des Deutschen Bundestages
- Fritz Plaumann (1902–1994), deutsch-brasilianischer Entomologe
- Georg Matern (1921–2005), deutscher Maler
- Dietmar Görlitz (* 1937), deutscher Psychologe
- Bernd W. Seiler (* 1939), deutscher Germanist und Literaturwissenschaftler
- Lothar Anys (* 1940), deutscher Pfarrer und Politiker (DSU), Volkskammerabgeordneter
- Reinhart T. Grundmann (* 1944), deutscher Chirurg

## Preußisch Eylau in der Weltliteratur
Die Schlacht bei Preußisch Eylau von 1807 ist der Ausgangspunkt der 1832 von Honoré de Balzac geschriebenen Erzählung Le Colonel Chabert. Der Titelheld wird als Oberst unter dem französischen Feldmarschall Joachim Murat (1806–1808 Großherzog von Berg-Düsseldorf/Nordrhein-Westfalen) bei „Eylau“ schwer verwundet und für tot gehalten, bei Heilsberg in einem Massengrab lebendig beerdigt, jedoch durch eine Heilsberger Bauersfrau gerettet.